# Maciej Giertych
Maciej Marian Giertych (* 24. března 1936, Varšava) je polský politik, člen Ligy polských rodin a bývalý poslanec Evropského parlamentu.

## Život
Macieje Giertych je syn Jędrzeje Giertycha a jeho synem je Roman Giertych.
V roce 1945 odcestovala Giertychova rodina z Polska. V roce 1954 začal Maciej Giertych studovat dendrologii na Oxfordské univerzitě. Titul Ph.D. získal na University of Toronto.
V roce 1962 se vrátil do Polska, kde vyučoval postupně na několika vysokých školách. V roce 1981 získal titul profesora.
Mezi lety 1993 a 2000 působil jako poradce na ministerstvu životního prostředí. V roce 2001 byl zvolen poslancem Sejmu za Ligu polských rodin a v roce 2004 byl zvolen do Evropského parlamentu.

## Názory
Maciej Giertych je nacionalistou a konzervativcem, odpůrcem podpory homosexuality a členství Polska v Evropské unii. Hlásí se též ke kreacionismu.
Na půdě Evropského parlamentu vyvolal nesouhlasné reakce levice svým projevem ze 4. července 2006, když prohlásil, že Evropě chybí státníci jako Francisco Franco, António Salazar či Eamon de Valera, kteří dokázali zamezit šíření komunismu. Maciej Giertych je též autorem knihy Válka civilizací v Evropě, která vyvolala v Evropském parlamentu negativní odezvu ze strany jeho názorových oponentů.